# Koruna Norska

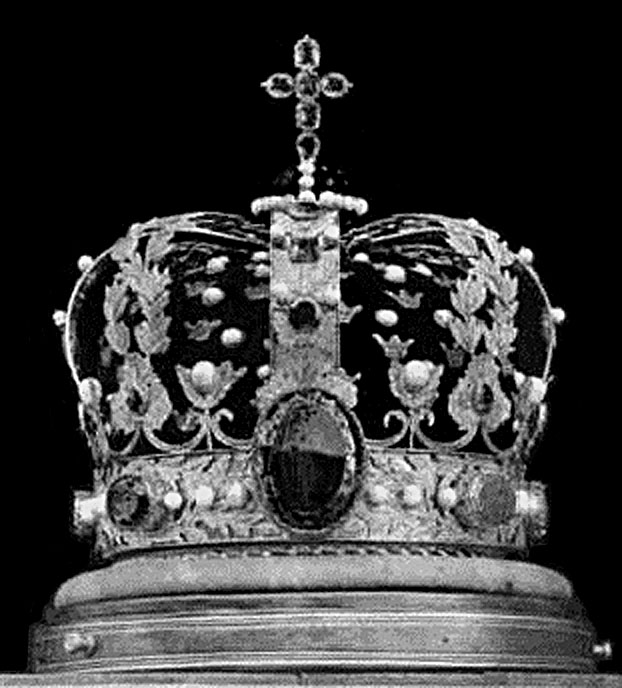
Koruna norského krále

Norská koruna je koruna norského krále. Byla vyrobena ve Stockholmu v roce 1818 zlatníkem Olofem Wihlborgem. Koruna je corona clausa (uzavřený model) ozdobený mnoha perlami a drahokamy včetně ametystů, chryzoprasů, topazů a alexandritů. Její přední stranu zdobí obrovský zelený turmalín, dar brazilského konzula ve Stockholmu králi Karlu III. Janovi. Její nádherné barvy a bohatě propracované ornamenty tvoří korunu typickou pro empírové období. Ačkoli zlatnické práce prováděl Olof Wihlborg, není známo, kdo korunu navrhl.
Koruna má výšku 24,5 cm, průměr 18,5 cm x 20,7 cm a hmotnost 1 500 gramů.
Koruna byla použita při čtyřech korunovacích. Od smrti krále Karla Jana v roce 1844 je také umísťována na rakev zesnulého monarchy.
Norské korunovační klenoty je souhrnné označení pro tři koruny, dvě jablka a žezla, státní meč, roh pro pomazání a maršálskou hůl. Když v roce 1818 nastoupil na trůn Karel III. Jan Norský (Karel XIV. Jan Švédský), bylo jasné, že bude korunován v Trondheimu, jak předepisuje norská ústava. Žádná ze středověkých norských korun nebo jiných odznaků královské moci však nevydržela, takže král sám objednal a zaplatil za korunovační klenoty. Korunovace krále Haakona VII. a královny Maud v roce 1906 byla poslední, která se konala před odstraněním požadavku na korunovaci z ústavy. Králova i královnina koruna však byly umístěny na oltář během bohoslužby vysvěcení a požehnání krále Haralda V. a královny Sonju v roce 1991.
Korunovační klenoty jsou uloženy v Nidaroském dómu a jsou tam také vystaveny.

## V heraldice

Heraldická koruna Norska

Oficiální norská koruna má své oficiální heraldické ztvárnění. Tento design se v průběhu let měnil a je nejčastěji je používán na norském erbu. Mnoho částí vlády a obzvláště armáda má dovoleno používat norskou korunu na svých štítech. Použití koruny je však přísně regulováno. Musí být vždy zobrazena v horní části jakékoli stránky nebo jiného displeje.
Pololva na vrcholu koruny používaly norské vládní úřady od roku 1905, ale přibližně od roku 1920 byl často vynecháván a oficiálně byl vynechán v královském výnosu o „erbu říše“ (norsky: riksvåpenet) z 19. března 1937. Pololev byl vynechán z norského královského erbu, když byl přepracován pro současného krále Haralda V.